# HaGü Schmitz
Gerhard Hans-Günther Schmitz (* 15. Januar 1957 in Bergheim, Nordrhein-Westfalen) ist ein deutscher Komponist und Musikproduzent. Außerdem war er Herausgeber des Musikmagazins Xound.

## Leben
Schmitz erhielt im Alter von sechs Jahren eine musikalische Ausbildung auf dem Akkordeon. 1969 begann er, Gitarre, Bass und Keyboard zu spielen. Später studierte er am Konservatorium der Stadt Köln die Fächer Komposition und Arrangement.
Nachdem er Banderfahrung sammeln konnte, gelang ihm im Jahr 1985 als Bassist der Gruppe Neue Heimat der musikalische Durchbruch mit dem von ihm komponierten Song Sehnsucht, gesungen und geschrieben von Purple Schulz.
1985 gründete er mit Michael Büttgen das Projekt Bo Bo Zero, das sich nach drei Singles in 2nd Secret Affair umbenannte. 1990 erschien schließlich das Album "Running In The Night", auf dem neben vielen bekannten Studiomusikern auch Hubert Kah mitwirkte.
Seit Beginn der 1990er Jahre arbeitet Schmitz nicht nur als Komponist und Musiker, sondern auch zunehmend als Produzent. Er produzierte unter anderem zwei Billi-Myer-Alben für Sony BMG, für die er auch die meisten der Songs schrieb. Schmitz ist Produzent der Kölner Alternative-Rock-Band Glasgarten.
Dazu machte Schmitz zahlreiche Remixe z. B. für die Guano Apes, arbeitete mit Musikern wie Michael Cretu, Marijke Amado, Patrik Majer, Rhani Krija, Amir John Hadad oder Andru Donalds und komponierte den Song der RTL-Bibelclips Elana. Er komponierte und produzierte sämtliche Jingle-Musiken des Domradios.
Mit seinem Song Hold On ist Schmitz auf dem weltweit erfolgreichen Album Evacuate the Dancefloor von der Gruppe Cascada zu hören.
Insgesamt haben sich seine Produktionen über 13 Millionen Mal verkauft.
Zurzeit arbeitet Hagü Schmitz an einem Solo-Projekt für Rhani-Krija, dem weltbekannten Percussion-Spieler (Sting, Prince, Sarah Connor u.v.) sowie an einem arabisch/spanischen Projekt mit vielen internationalen Musikern.

### Sound Design
Ab dem Jahr 2000 widmete sich Hagü Schmitz seinen Kompositionen und speziellen Sound-Design-Projekten wie „Scape“ (Expo 2000, Hannover), „Cyber Helvetica“ (Biel Schweiz), und Projekten wie „Atmosphere“ und „Big Blue“ für die Autostadt Wolfsburg. Weitere Sound-Design-Projekte wie Swarovski-Kristallwelten, Kunstausstellung „Wasser“ (Paderborn/Köln), der Fußballglobus im Rahmen der Fußball-WM in Deutschland. Mit seinen Kompositionen folgen, u. a. auch Entspannungsmusiken für Krebs-Therapien.

### Journalistische Tätigkeit
Bereits 1984 arbeitet Hagü Schmitz neben seiner Komponisten-/Musikertätigkeit, zunächst beim Fachblatt Musikmagazin, ab 1985 dann für Keyboards, Produktion-Partner, Gitarre & Bass.
Im Jahr 2002 veröffentlichte Schmitz sein eigenes Musik-Fachmagazin Xound. Es richtete sich an Musiker, Musikinteressierte und Produzenten. 2018 wurde das Magazin eingestellt.